# Þerna
Þerna är en bergstopp i republiken Island. Den ligger i regionen Norðurland eystra, 270 km nordost om huvudstaden Reykjavík. Toppen på Þerna är 1 080 meter över havet.
Trakten runt Þerna är nära nog obefolkad, med mindre än två invånare per kvadratkilometer. Närmaste större samhälle är Dalvík, omkring 15 kilometer sydväst om Þerna. Trakten runt Þerna består i huvudsak av gräsmarker.